# Oliver Henry Radkey
Oliver Henry Radkey (ur. 1909, zm. 2000) – amerykański historyk, badacz dziejów Rosji, sowietolog. 

## Życiorys
Doktorat w 1933 na Harvard University (uczeń Michaela Karpovicha). Był profesorem w Austin w Teksasie. Zajmował się dziejami rosyjskich ruchów i partii politycznych. 

## Wybrane publikacje
- The Election to the Russian Constituent Assembly of 1917, Harvard University Press 1950.
- The Agrarian Foes of Bolshevism: Promise and Default of the Russian Socialist Revolutionaries, February to October 1917, 1958.
- The Sickle Under the Hammer: The Russian Socialist Revolutionaries in the Early Months of Soviet Rule, Columbia University Press 1964.
- The Unknown Civil War in Soviet Russia: A Study of the Green Movement in the Tambov Region 1920-1921, Stanford 1976.
- Russia Goes to the Polls: The Election to the All-Russian Constituent Assembly, 1917, Cornell University Press 1989.